# Anugerah Kemu
Anugerah Kemu is een bestuurslaag in het regentschap Ogan Komering Ulu Selatan van de provincie Zuid-Sumatra, Indonesië. Anugerah Kemu telt 1170 inwoners (volkstelling 2010).